# Océan
Océan ist ein Département der Region Sud in Kamerun.
Auf einer Fläche von 11.280 km² leben nach der Volkszählung 2001 133.062 Einwohner. Die Hauptstadt ist Kribi.

## Gemeinden
- Akom II
- Bipindi
- Campo
- Kribi
- Lokundje
- Lolodorf
- Mvengue
- Niete